# Памятники Троицка (Челябинская область)

В Троицке числится более 70 памятников истории и культуры, к ним относятся скульптуры, мемориалы, памятные знаки, мемориальные доски.

## Список памятников и скульптурных композиций Троицка
| Фото | Год установки                                            | Название | Тема                               | Место                                     | Статус                                   |
| ---- | -------------------------------------------------------- | --- | ---------------------------------- | ----------------------------------------- | ---------------------------------------- |
|      |                                                          | Дом, в котором жил организатор троицкой подпольной большевистской организации Ф. Ф. Сыромолотов              | Гражданская война                  | Володарского ул., 20                      | Объект культурного наследия № 7400342000 |
|      |                                                          | Место, где белочехи расстреляли пленных красногвардейцев и советских работников                              | Гражданская война                  | Дизельный завод                           | Объект культурного наследия № 7400343000 |
|      |                                                          | Здание, где размещался штаб полка имени Степана Разина                                                       | Гражданская война                  | Красноармейская ул., 9                    | Объект культурного наследия № 7400344000 |
|      |                                                          | Место боя с белочехами за город Троицк                                                                       | Гражданская война                  | Ленина улица у городской больницы         | Объект культурного наследия № 7400345000 |
|      |                                                          | Обелиск красногвардейцам-железнодорожникам, павшим за советскую власть в 1917-1918 годах                     | Гражданская война                  | Привокзальная площадь                     | Объект культурного наследия № 7400346000 |
|      |                                                          | Здание, где размещался первый троицкий городской совет рабочих и солдатских депутатов                        | Гражданская война                  | Разина ул., 4                             | Объект культурного наследия № 7400347000 |
|      |                                                          | Здание, где находилась троицкая подпольная типография, в которой печатались воззвания и листовки большевиков | Гражданская война                  | Разина ул., 23                            | Объект культурного наследия № 7400348000 |
|      |                                                          | Здание, где в помещении кинотеатра была создана троицкая городская комсомольская организация                 | Гражданская война                  | Советская ул., 46                         | Объект культурного наследия № 7400349000 |
|      |                                                          | Место боя воинов-интернационалистов и красногвардейцев с белочехами                                          | Гражданская война                  | Сквер троицкого жиркомбината              | Объект культурного наследия № 7400350000 |
|      |                                                          | Братское кладбище (2 могилы) борцов, павших за советскую власть                                              | Гражданская война                  | Территория авиатехучилища                 | Объект культурного наследия № 7400352000 |
|      |                                                          | Братское кладбище советских воинов, умерших от ран в годы Великой Отечественной войны                        | Великая Отечественная война        | Дмитровское кладбище                      | Объект культурного наследия № 7400353000 |
|      |                                                          | Могила А. М. Климова                                                                                         | Памятник истории                   | Дмитровское кладбище                      | Объект культурного наследия № 7400354000 |
|      |                                                          | Часовня | Памятник архитектуры               | Володарского ул., 24                      | Объект культурного наследия № 7400355000 |
|      |                                                          | Церковь женского казанского монастыря                                                                        | Памятник архитектуры               | Около территории ТАТК ГА.                 | Объект культурного наследия № 7400356000 |
|      |                                                          | Дом братьев Гладких с интерьером                                                                             | Памятник архитектуры               | Гагарина ул., 90                          | Объект культурного наследия № 7400357000 |
|      | 1927                                                     | Водонапорная башня                                                                                           | Памятник архитектуры               | Гагарина ул.                              | Объект культурного наследия № 7400358000 |
|      |                                                          | Церковь тюремная                                                                                             | Памятник архитектуры               | Денисова ул.                              | Объект культурного наследия № 7400359000 |
|      |                                                          | Ансамбль собора Александра Невского                                                                          | Памятник архитектуры               | Западная ул., 2                           | Объект культурного наследия № 7400360000 |
|      | 1866                                                     | Здание торговых рядов                                                                                        | Памятник архитектуры               | Климова ул., 5-а                          | Объект культурного наследия № 7400361000 |
|      |                                                          | Здание окружного суда в котором проходил II съезд советов рабочих, крестьянских и солдатских депутатов       | Памятник истории                   | Климова ул., 7                            | Объект культурного наследия № 7400362000 |
|      |                                                          | Здание магазина и склада Башкирова                                                                           | Памятник архитектуры               | Климова ул., 12                           | Объект культурного наследия № 7400364000 |
|      |                                                          | Здание мечети (мечеть Гатауллы муллы)                                                                        | Памятник архитектуры               | Ленина ул., 117                           | Объект культурного наследия № 7400365000 |
|      | 1911                                                     | Здание пассажа Яушевых                                                                                       | Памятник архитектуры               | Малышева ул., 36                          | Объект культурного наследия № 7400366000 |
|      | 1754                                                     | Ансамбль Троицкого (Уйского) собора                                                                          | Памятник архитектуры               | Володарского улица угол Красногвардейской | Объект культурного наследия № 7400367000 |
|      |                                                          | Дом Яушевых                                                                                                  | Памятник архитектуры               | 30 лет ВЛКСМ ул., 12                      | Объект культурного наследия № 7400368000 |
|      |                                                          | Памятник В. И. Ленину                                                                                        | Памятник монументального искусства | Центральная площадь города                | Объект культурного наследия № 7400370000 |
|      |                                                          | Памятник троичанам — участникам Великой Отечественной войны                                                  | Памятник монументального искусства | сквер им.Павлика Морозова                 | Объект культурного наследия № 7400371000 |
|      |                                                          | Памятник мичману С. Д. Павлову                                                                               | Памятник монументального искусства | сквер им.Павлика Морозова                 | Объект культурного наследия № 7400372000 |
|      |                                                          | Памятник Н. Д. Томину                                                                                        | Памятник монументального искусства | Советская ул., гпкио им.Томина            | Объект культурного наследия № 7400373000 |
|      |                                                          | Дом в котором жил революционер и метеоролог Л. А. Кулик                                                      | Памятник истории                   | Володарского ул., 26                      | Объект культурного наследия № 7400421000 |
|      |                                                          | Здание, где работал в ветеринарном институте биолог Н. И. Акаевский                                          | Памятник истории                   | Гагарина ул., 13                          | Объект культурного наследия № 7400422000 |
|      |                                                          | Здание, где в гимназии работал языковед Н. В. Крушевский и учился революционер и метеоролог Л. А. Кулик      | Памятник истории                   | Гагарина ул., 19                          | Объект культурного наследия № 7400423000 |
|      |                                                          | Здание, где размещался штаб красногвардейской дружины                                                        | Памятник истории                   | Кирова ул., 26                            | Объект культурного наследия № 7400424000 |
|      |                                                          | Здание, где в медресе «Расулия» учился поэт Мажит Гафури                                                     | Памятник истории                   | Крахмалёва ул., 27                        | Объект культурного наследия № 7400425000 |
|      |                                                          | Здание, где в ветеринарном институте работал ученый-животновод П. А. Кормщиков                               | Памятник истории                   | Советская ул., 35                         | Объект культурного наследия № 7400427000 |
|      |                                                          | Здание, где размещался уездный комитет РСДРП(б) и штаб коммунистического батальона                           | Памятник истории                   | Советская ул., 64                         | Объект культурного наследия № 7400428000 |
|      |                                                          | Дом, в котором жил и работал писатель и общественный деятель А. М. Климов                                    | Памятник истории                   | 30 лет влксм ул., 15                      | Объект культурного наследия № 7400429000 |
|      |                                                          | Могила Н. И. Акаевского                                                                                      | Памятник истории                   | Дмитровское кладбище                      | Объект культурного наследия № 7400430000 |
|      |                                                          | Могила П. А. Кормщикова                                                                                      | Памятник истории                   | Новое кладбище                            | Объект культурного наследия № 7400431000 |
|      | 1909                                                     | Здание гостиницы Башкирова                                                                                   | Памятник архитектуры               | Климова ул., 9                            | Объект культурного наследия № 7400432000 |
|      |                                                          | Здание городской управы                                                                                      | Памятник архитектуры               | Ленина ул., 69                            | Объект культурного наследия № 7400433000 |
|      | 1900                                                     | Загородная дача Яушевых (деревянная)                                                                         | Памятник архитектуры               | Санаторий "Солнечный берег"               | Объект культурного наследия № 7410017000 |
|      |                                                          | Комплекс доходных домов Яушевых                                                                              | Памятник архитектуры               | улица Степана Разина, 9                   | Объект культурного наследия № 7430985000 |
|      |                                                          | Памятник И. И. Неплюеву                                                                                      | Памятник монументального искусства | Гагарина ул.                              |                                          |
|      |                                                          | Памятник воинам интернационалистам                                                                           | Памятник монументального искусства | Гагарина ул.                              |                                          |
|      | 2013                                                     | В этом здании выпускался первый казахский журнал "Айкал"                                                     | Памятник истории                   | Разина ул., 23                            |                                          |
|      | 2014                                                     | Памятник Плевако Ф. Н. в Троицке                                                                             | Памятник истории                   |                                           |                                          |
|      |                                                          | | Памятник архитектуры               | Ленина ул. 60                             |                                          |
|      |                                                          | Пугачёвская пещера                                                                                           | Памятник природы                   |                                           |                                          |
|      | 8 июля 2016                                              | Мемориальная доска Габдулле Тукаю                                                                            | Памятник истории                   | Октябрьской, 112                          |                                          |
|      | Умер 2 февраля 1917 года. В 2016 году могилу обустроили. | Могила Зайнуллы Расулева                                                                                     | Памятник истории                   | Старое татарское кладбище                 |                                          |